# Coràsmic
El coràsmic o llengua coràsmica fou una llengua irànica de la regió de Coràsmia.
Es va desenvolupar al segle i aC i va patir la influència dels parts. Probablement, la seva escriptura va quedar danyada el 712, però, almenys parlada, va subsistir; escrita sembla que va canviar als caràcters àrabs. La llengua fou considerada rude pels viatgers àrabs. Alguns termes s'han conservat en l'Al-Biruní i en el glossari del diccionari àrab Muqaddimat al-àdab del savi corasmí Az-Zamakhxarí, i d'una obra de dret per a la regió que inclou termes locals i especialment en el Kunyat al-munya de Mukhtar ibn Mahmud az-Zahidí († 1260).
La llengua i cultura coràsmiques foren progressivament influenciades pel turc, que va substituir totalment l'antiga llengua al segle xiv (es va parlar fins aquest segle a Hazarasp). El 1971 se'n va publicar un diccionari, però inacabat.